# Jardín japonés Earl Burns Miller
Earl Burns Miller Japanese Garden ( en español: Jardín japonés Earl Burns Miller) es un jardín japonés y jardín botánico de 1.3 acres (0.53 hectáreas) de extensión, localizado en el campus de la Universidad Estatal de California, Long Beach, California.

## Localización
Se ubica en los terrenos del campus de la Universidad Estatal de California, Long Beach.
Earl Burns Miller Japanese Garden 1250 Bellflower Boulevard California State University Campus Long Beach, Los Angeles county 90840 California United States of America-Estados Unidos de América.
Planos y vistas satelitales.33°47′6.86″N 118°7′11.14″O / 33.7852389, -118.1197611
La entrada es gratuita. El jardín está cerrado al público los sábados (cuando se alquila generalmente para bodas y recepciones) y los lunes.

## Historia
La inauguración formal del jardín japonés tuvo lugar en 1981. 
El arquitecto del plan maestro para la universidad fue Ed Lovell, viajó hasta Japón para inspirarse en los jardines del Palacio Imperial en Tokio antes de diseñar el jardín japonés de la universidad.

## Colecciones
Entre los eventos que tienen lugar en el jardín todos los años hay un concurso de Kois y una exhibición de chrysanthemum.
Las plantas del jardín en su mayoría son plantas indígenas del Japón destacando colecciones de wisterias, lavandas, y azaleas entre otras.
El jardín es un lugar muy popular que se puede alquilar para ceremonias de bodas 